# طواف ألميريا 2022
طواف ألميريا 2022 (بالإسبانية: Clásica de Almería 2022)‏ هو سباق دراجات هوائية، وهو الموسم رقم 37 من طواف ألميريا، وأقيم في 13 فبراير 2022، وامتدّ لمسافة 188.2 كيلومتر، وهو أحد سباقات سلسلة سباقات الاتحاد الدولي للدراجات للمحترفين 2022، وشارك فيه 122 متسابقاً ووصل إلى نهايته 112 متسابقاً.
فاز بالمركز الأول ألكسندر كريستوف، وبالمركز الثاني ناصر بوهاني، وبالمركز الثالث جياكومو نيزولو.

## الفرق
| فرق عالمية (9)- AG2R Citroën Team - Astana Qazaqstan Team - Bora-Hansgrohe - EF Education-EasyPost - Intermarché-Wanty-Gobert Matériaux - Israel-Premier Tech - UAE Team Emirates - Cofidis - Movistar Team فرق برو (11)- سبورت فلاندرين بالويس 2022 ‏ - درون هوبر-أندروني جوكاتولي 2022 ‏ - Human Powered Health - أوسكالتيل أوسكادي 2022 ‏ - Arkéa-Samsic - برجس بي إتش 2022 ‏ - كاجا رورال-سيغوروس 2022 ‏ - كيرن فارما 2022 ‏ - فريق إيولو كوميت لركوب الدراجات 2022 ‏ - TotalEnergies - بنجوال باوليز ساوكس دبليو بي 2022 ‏ |  |
| |  |

## التصنيف العام النهائي
| التصنيف العام         | التصنيف العام          | التصنيف العام | التصنيف العام                 | التصنيف العام |
| العداء                | العداء                 | البلد         | الفريق                        | الوقت         |
| --------------------- | ---------------------- | ------------- | ----------------------------- | ------------- |
| 1                     | ألكسندر كريستوف        | النرويج       | انترمارشي وانتي جوبيرت ماتيرو | 4 س 22 د 39 ث |
| 2                     | ناصر بوهاني            | فرنسا         | فورتنيو سامسيك                | + 0 ث         |
| 3                     | جياكومو نيزولو         | إيطاليا       | إسرائيل - بريمير تيك          | + 0 ث         |
| 4                     | Stanisław Aniołkowski ‏ | بولندا        | بنجوال باوليز ساوكس دبليو بي ‏ | + 0 ث         |
| 5                     | خوان سباستيان مولانو   | كولومبيا      | فريق الإمارات                 | + 0 ث         |
| 6                     | سيموني كونسوني         | إيطاليا       | كوفيديس                       | + 0 ث         |
| 7                     | ماريجن فان دن بيرغ     | هولندا        | إي أف إديوكيشن نيبو           | + 0 ث         |
| 8                     | Jules Hesters ‏         | بلجيكا        | سبورت فلاندرين بالويس ‏        | + 0 ث         |
| 9                     | فينتشنزو ألبانيز       | إيطاليا       | إيولو كوميت ‏                  | + 0 ث         |
| 10                    | ماكس كانتر             | ألمانيا       | موفيستار                      | + 0 ث         |
| مصدر: ProCyclingStats |                        |               |                               |               |

## وصلات خارجية
- الموقع الرسمي
- لمحة عن سباق طواف ألميريا 2022 على موقع  ProCyclingStats   (برو  سايكلنج  ستاتس) - إحصاءات  محترفي  الدراجات.
- طواف ألميريا 2022 على موقع إحصائيات الدراجات الإحترافية (الإنجليزية)